# Atletismo nos Jogos Pan-Americanos de 2015 - 800 m masculino
A competição dos 800 m rasos masculino foi um dos eventos do atletismo nos Jogos Pan-Americanos de 2015, em Toronto. Foi disputada no Estádio CIBC de Atletismo Pan e Parapan-Americano entre os dias 22 e 23 de julho.

## Calendário
Horário local (UTC-4).
| Data        | Horário | Fase      |
| ----------- | ------- | --------- |
| 22 de julho | 11:35   | Semifinal |
| 23 de julho | 18:40   | Final     |

## Medalhistas
| Ouro   | USA Clayton Murphy   |
| Prata  | COL Rafith Rodríguez |
| Bronze | USA Ryan Martin      |

## Recordes
Recordes mundial e pan-americano antes da disputa dos Jogos Pan-Americanos de 2015.
| Tipo                             | Atleta        | Tempo   | Local          | Data                 |
| -------------------------------- | ------------- | ------- | -------------- | -------------------- |
|                                  | David Rudisha | 1:41.01 | Rieti          | 29 de agosto de 2010 |
| Recorde dos Jogos Pan-Americanos | Yelmer López  | 1:44.58 | Rio de Janeiro | 28 de julho de 2007  |

## Resultados

### Semifinal
| Colocação | Bateria | Atleta             | Nacionalidade      | Tempo   | Notas |
| --------- | ------- | ------------------ | ------------------ | ------- | ----- |
| 1         | 1       | Clayton Murphy     | USA Estados Unidos | 1:48.88 | Q     |
| 2         | 2       | Ryan Martin        | USA Estados Unidos | 1:48.99 | Q     |
| 3         | 1       | Rafith Rodríguez   | COL Colômbia       | 1:49.06 | Q     |
| 4         | 1       | Ricardo Cunningham | JAM Jamaica        | 1:49.22 | Q     |
| 4         | 2       | Jowayne Hibbert    | JAM Jamaica        | 1:49.22 | Q     |
| 6         | 1       | Aaron Evans        | BER Bermudas       | 1:49.30 | q     |
| 7         | 2       | Cleiton Abrao      | BRA Brasil         | 1:49.32 | Q     |
| 8         | 2       | Andrés Arroyo      | PUR Porto Rico     | 1:49.36 | q     |
| 9         | 2       | Brandon McBride    | CAN Canadá         | 1:49.65 |       |
| 10        | 2       | James Eichberger   | MEX México         | 1:49.68 |       |
| 11        | 1       | Lutimar Paes       | BRA Brasil         | 1:49.76 |       |
| 12        | 2       | Lucirio Garrido    | VEN Venezuela      | 1:49.84 |       |
| 13        | 1       | Andy Gonzalez      | CUB Cuba           | 1:51.14 |       |
| 14        | 2       | Shaquille Dill     | BER Bermudas       | 1:52.25 |       |
| 15        | 1       | Anthony Romaniw    | CAN Canadá         | 1:56.55 |       |

### Final
| Colocação         | Atleta             | Nacionalidade      | Tempo   | Notas |
| ----------------- | ------------------ | ------------------ | ------- | ----- |
| Medalha de ouro   | Clayton Murphy     | USA Estados Unidos | 1:47.19 |       |
| Medalha de prata  | Rafith Rodríguez   | COL Colômbia       | 1:47.23 |       |
| Medalha de bronze | Ryan Martin        | USA Estados Unidos | 1:47.73 |       |
| 4                 | Ricardo Cunningham | JAM Jamaica        | 1:48.65 |       |
| 5                 | Cleiton Abrao      | BRA Brasil         | 1:48.82 |       |
| 6                 | Aaron Evans        | BER Bermudas       | 1:49.07 |       |
| 7                 | Andrés Arroyo      | PUR Porto Rico     | 1:49.08 |       |
| 8                 | Jowayne Hibbert    | JAM Jamaica        | 1:49.24 |       |

Legenda
| Recorde mundial                  | Recorde mundial (World record)               |                       | Recorde africano                      | Recorde africano (African) |                                           | Q | Classificado por posição (Qualified) |
| Recorde dos Jogos Pan-Americanos | Recorde pan-americano (Pan-American record)  | Recorde da América    | Recorde da América (Americas)         | q                          | Classificado por melhor tempo (Qualified) |   |                                      |
| Melhor marca do ano              | Melhor marca do ano (World leading)          | Recorde asiático      | Recorde asiático (Asian)              | DNS                        | Não largou (Did not start)                |   |                                      |
| Recorde nacional                 | Recorde nacional (National record)           | Recorde europeu       | Recorde europeu (European)            | DNF                        | Não terminou (Did not finish)             |   |                                      |
| Recorde pessoal                  | Recorde pessoal do atleta (Personal best)    | Recorde da Oceania    | Recorde da Oceania (Oceania)          | DSQ / DQ                   | Desclassificado (Disqualified)            |   |                                      |
| Recorde da temporada             | Recorde da temporada do atleta (Season best) | Recorde sul-americano | Recorde sul-americano (South America) | NM                         | Sem marca (No mark)                       |   |                                      |